# Macauley Island
Macauley Island is een vulkanisch eiland, behorend tot de Kermadeceilanden van Nieuw-Zeeland. Het eiland ligt ongeveer halverwege tussen het Noordereiland van Nieuw-Zeeland en het eiland Tonga. De luitenant John Watts was de eerste Europeaan die het eiland in 1788 bezocht met het schip Lady Penrhyn. Hij vernoemde het eiland naar de Londense koopman en wethouder George Mackenzie Macaulay.

## Geografie
Macauley Island is het op een na grootste eiland van de Kermadeceilanden en beslaat een oppervlakte van 3,06 km², samen met het nabijgelegen Haszard Island, 220 meter ten oosten van Macauley Island. Het eiland heeft een eenvoudig reliëf met een vrij platte top, doorsneden met enkele diepe kloven in het zachte rotsgesteente. Het hoogste punt van Macauley Island is Mount Haszard met een hoogte van 238 m. Deze maakt onderdeel uit van de rand van een caldera van een grote onderzeese vulkaan, gecentreerd 8 km. naar het noordwesten.

## Flora en fauna
Het eiland is een broedplaats voor grote aantallen zwartvleugelstormvogels (Pterodroma nigripennis) en Kermadecwitnekstormvogels (Pterodroma cervicalis). Andere zeevogels die hier broeden zijn grijze noddy's (Procelsterna albivitta), bonte sterns (Onychoprion fuscatus), maskergenten (Sula dactylatra), roodstaartkeerkringvogels (Phaethon rubricauda), wigstaartpijlstormvogels (Ardenna pacifica), Pacifische kleine pijlstormvogels (Puffinus assimilis), Kermadecstormvogels (Pterodroma neglecta) en bonte stormvogeltjes (Pelagodroma marina). Verder bevindt er zich op het eiland een populatie van Cyanoramphus novaezelandiae cyanurus, een ondersoort van de roodvoorhoofdkakariki. Het eiland is door BirdLife International aangewezen als Important Bird Area (IBA), vanwege de vele zeevogels die hier komen om te broeden. Oorspronkelijk was het eiland begroeid met bos, maar dat is verdwenen als gevolg van verbranding. De huidige flora van het eiland bestaat overwegend uit zeggen en varens, waarvan soorten uit de geslachten Cyperus en Hypolepis prominent zijn. In het verleden zijn er geiten en ratten geïntroduceerd op het eiland, maar deze zijn inmiddels uitgeroeid.  